# Jean IX (patriarche d'Antioche)
Jean IX d'Antioche fut patriarche d'Antioche de l'Église jacobite d' août 1049 à  1058.